# اقتصاد واقعی
اقتصاد واقعی با توجه به اهمیت رو به رشدِ بخشِ مالی اقتصاد، در عصرِ حاضر، تحلیلگران اصطلاح اقتصادِ واقعی را به کار می‌گیرند تا بخش واقعی اقتصاد را که واقعاً با تولید کالاها و خدمات ارتباط دارد، از بخشِ مالیِ اقتصادی (یا اقتصاد کاغذی) تفکیک کند که مرتبط با خرید و فروش در بازارهای مالی است.